# Main basse sur le riz

Main basse sur le riz est un film documentaire réalisé par Jean Crépu et le journaliste Jean-Pierre Boris basé sur l'enquête de Jean Crépu sorti en 2010.

## Synopsis
Ce documentaire d’investigation s'intéresse au marché du riz, l'un des produits de base de l'alimentation des plus pauvres. 
En reconstituant le puzzle du marché international – entre la Thaïlande premier exportateur de riz, la Suisse d’où opère le négoce et l’Afrique devenue le plus grand pôle d’importation de riz pour nourrir sa population – le film décrypte les rouages de ce marché et décortique les mécanismes qui ont conduit à une multiplication par six du prix du riz en 2008, provoquant les émeutes de la faim et des troubles dans une quarantaine de pays comme quand les foules criaient leur colère contre le quintuplement du prix du riz dans les rues de Port-au-Prince, du Caire ou de Dakar alors que le riz qui nourrit la moitié de l'humanité, n'a jamais manqué.

## Fiche technique
- Auteur-Réalisateur : Jean Crépu
- Auteur : Jean-Pierre Boris
- Production : Ladybirds Films
- Coproduction : Arte France, Télévision suisse romande
- Assistante de production : Haïga Jappain
- Image : Peter Bolton
- Son : Patrick Imbert
- Montage : Claire Collin
- Musique originale : Jean-Stéphane Guitton
- Pays d'origine : France
- Genre : Documentaire
- Format : HDCAM
- Durée : 84 minutes
- Première diffusion : 2010

## Récompenses
- FIPA d'or au Festival international des programmes audiovisuels de 2010

## Diffusion
Le film a été diffusé la première fois le 13 avril 2010 sur la chaîne Arte qui a réalisé sa meilleure audience de l’année pour la diffusion d’un documentaire.